# 隋森芳
隋森芳（1945年2月—），男，原籍山东黄县，生于黑龙江哈尔滨，中国生物物理学家，清华大学生物科学与技术系教授，中国科学院院士。Journal of Structural Biology和BBA Biomembranes编委。

## 生平
1970年毕业于清华大学精密仪器系，1981年获该校工程物理系硕士学位，1988年在德国慕尼黑技术大学获博士学位。2009年当选为中国科学院院士。